# Pachino (stacja kolejowa)
Pachino – nieczynna stacja kolejowa w Pachino, na Sycylii, w prowincji Syrakuzy, we Włoszech. Stacja działała w latach 1935-1986. Była to najdalej na południe wysunięta stacja kolejowa w Europie.
| Pachino                        |
| Linia Noto-Pachino (27,030 km) |
| Marzamemiodległość: 3,080 km   |